# Cordova, Filippinerna

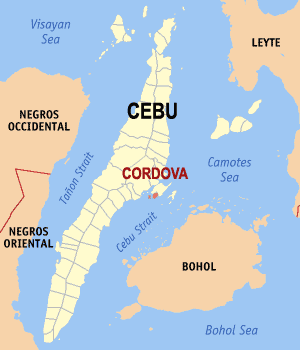
Cordovas läge i provinsen Cebu.

Cordova, stad och kommun i provinsen Cebu i Filippinerna. Staden ligger på flera småöar strax söder om ön Mactan. Andra orter i kommunen Cordova är bl.a. Alegria, Gabi och Dapitan.